# Rahul Kohli
Rahul Kohli (Londen, 13 november 1985) is een Engels acteur. Hij speelde in diverse films en series, waaronder The Life of Chuck, Supergirl en The Haunting of Bly Manor.

## Filmografie

### Film
- 2007: The Vacancy, als Tom
- 2011: Alone Together, als Ahmed
- 2014: I'll Be Home Soon, als Waseem
- 2016: Gangsters Gambles Geezers, als Dev
- 2018: Happy Anniversary, als Ed
- 2022: Next Exit, als Teddy
- 2024: The Life of Chuck, als Bri
- 2025: The Electric State, als Miles Watlow

### Televisie
- 2008: My Holiday Hostage Hell, als Navi
- 2012: Holby City, als Cal Nelson
- 2013: EastEnders, als manager
- 2015-2019: iZombie, als Dr. Ravi Chakrabarti
- 2016: Red vs Blue, als mannelijke Tex
- 2017-2019: Supergirl, als Jack Spheer
- 2019-2020: Harley Quinn, als Dr. Jonathan Crane / Scarecrow
- 2020: The Rocketeer, als Aarush Cheena
- 2020: The Haunting of Bly Manor, als Owen Sharma
- 2021: Midnight Mass, als Sheriff Hassan
- 2022: The Midnight Club, als Vincent Beggs
- 2023: The Fall of the House of Usher, als Napoleon Usher
- 2024: Death and Other Details, als Sunil Bhandari
- 2024: Twilight of the Gods, als Egill (stemrol)
- 2025: We Were Liars, als Ed Patil

### Computerspellen
- 2019: Rage 2, als Garcia the Gregarious
- 2019: Gears 5, als Fahz Chutani
- 2021: Fortnite, als 'The Origin'
- 2022: Ghostbusters: Spirits Unleashed, als Tobin
- 2023: Warhammer 40.000: Boltgun, als Malum Caedo
- 2023: Stray Gods: The Roleplaying Musical, als Minotaur
- 2023: Call of Duty: Modern Warfare III, als Rupinder "Roops" Kapoor
- 2024: Fallout 76: Milepost Zero, als Theodore